# Cratere Teisserenc
Teisserenc è un cratere lunare di 62,31 km situato nella parte nord-orientale della faccia nascosta della Luna.